# Ridin' Dirty
Ridin' Dirty é o terceiro álbum do UGK. Apesar de não ter vídeo clipes ou singles lançados, é o seu álbum de maior vendagem com 847.454 cópias vendidas até 2011, com 67.200 cópias vendidas na semana de lançamento.
| Críticas profissionais                                                      | Críticas profissionais |
| Avaliações da crítica                                                       | Avaliações da crítica  |
| Fonte                                                                       | Avaliação              |
| --------------------------------------------------------------------------- | ---------------------- |
| Allmusic                                                                    | [ 2 ]                  |
| RapReviews.com                                                              | [ 3 ]                  |
| The Source                                                                  | [carece de fontes?]    |
| Esta tabela precisa de ser acompanhada por texto em prosa. Consulte o guia. |                        |

## Lista de faixas
| #  | Título               | Produtor(es)              | Intérprete(s)                                              | Sample(s)                                                             |
| -- | -------------------- | ------------------------- | ---------------------------------------------------------- | --------------------------------------------------------------------- |
| 1  | "Intro"              |                           | Smoke D                                                    |                                                                       |
| 2  | "One Day"            | Pimp C, N.O. Joe, Mr. 3-2 | Bun B, Pimp C, Mr. 3-2, Ronnie Spencer                     | Samples "Ain't I Been Good to You" by the Isley Brothers              |
| 3  | "Murder"             | N.O. Joe, Pimp C          | Bun B, Pimp C                                              |                                                                       |
| 4  | "Pinky Ring"         | Pimp C, N.O. Joe          | Bun B, Pimp C, Kristi Floyd (background Vocals)            | Samples "Futureshock" by Curtis Mayfield                              |
| 5  | "Diamonds & Wood"    | N.O. Joe, Pimp C,         | Bun B, Pimp C, Reginald Hackett (background vocals)        | Samples "Munchies for Your Love" by Bootsy Collins                    |
| 6  | "3 In The Mornin'"   | Pimp C, N.O. Joe          | Bun B, Big Smokin Mitch, Pimp C                            |                                                                       |
| 7  | "Touched"            | N.O. Joe, Pimp C          | Bun B, Pimp C, Mr. 3-2, Funkafangus (guitar)               |                                                                       |
| 8  | "Fuck My Car"        | N.O. Joe, Pimp C          | Bun B, Pimp C                                              |                                                                       |
| 9  | "That's Why I Carry" | N.O. Joe, Pimp C          | Bun B, Pimp C, Funkafangus (guitar) N.O. Joe (Hook vocals) |                                                                       |
| 10 | "Hi-Life"            | N.O. Joe, Pimp C          | Bun B, Pimp C, N.O. Joe (background vocals)                |                                                                       |
| 11 | "Good Stuff"         | Pimp C, Sergio, N.O. Joe  | Bun B, Pimp C, Reginald Hackett (background vocals)        | Samples "Backstrokin" by The Fatback Band "Money" by Pink Floyd       |
| 12 | "Ridin' Dirty"       | Pimp C, N.O. Joe          | Bun B, Pimp C                                              | Samples "Mister Mellow" by Maynard Ferguson "Angel" by Wes Montgomery |
| 13 | "Outro"              | Pimp C                    | Bun B, Pimp C                                              |                                                                       |

## Posições nas paradas
| Parada (1996)                           | Melhor posição |
| --------------------------------------- | -------------- |
| E.U.A. Billboard 200                    | 15             |
| E.U.A. Billboard Top R&B/Hip-Hop Albums | 2              |